# 费奥多西亚区
费奥多西亚区（烏克蘭語：Феодосійський район）是乌克兰在克里米亚自治共和国成立的区份，行政中心为费奥多西亚。
此区成立于2023年9月7日，其区域包括蘇達克市拉达、费奥多西亚市拉达、原伊斯兰-泰雷克区（基洛夫斯凯区）和原伊奇基区（苏维埃茨基区）所管辖的范围。但由于乌克兰并未实际控制克里米亚，故事实上此区并未真正运作。

## 聚居地及下属拉达
该区境内共有112个聚居地：3个城市、8个市级镇、100个村庄和一个乡村居民点。在行政管理上该区有40个拉达（或称议会）：3个市拉达、7个镇拉达和30个村达拉。